# アスト技建
株式会社アスト技建（アストぎけん）は、かつて島根県松江市を拠点とし、主に住宅建築などを業務としていた会社である。
2014年11月20日、松江地裁より破産手続開始の決定を受け、倒産。

## 沿革
- 1977年（昭和52年）
  - 6月：安達建設有限会社 設立
  - 8月：建設業島根県知事許可 取得
- 1996年（平成8年）
  - 4月：株式会社アスト技建に商号変更
- 2014年（平成26年）
  - 11月：破産手続開始の決定

## 資格取得
- 一級建築士（2名）
- 二級建築士（1名）
- 1級建築施工管理技士（1名）
- 2級建築施工管理技士（2名）
- インテリアコーディネーター（2名）
- 宅地建物取引士（2名）
- 福祉住環境コーディネーター（1名）
- 住宅ローンアドバイザー（1名）
- 木造建築士（1名）
- 1級土木施工管理技士（1名）
- 2級土木施工管理技士（1名）

## 主要取引先
- 山陰合同銀行 揖屋支店
- 米子信用金庫 揖屋支店
- 島根銀行 松江駅前支店
- JAくにびき 東出雲支店